# Redefin
Redefin là một đô thị ở huyện Ludwigslust, bang Mecklenburg-Vorpommern, Đức. Đô thị này có diện tích 17,74 km², dân số thời điểm 31 tháng 12 là 554 người.